# Widłakowce
Widłakowce, widłakowce właściwe (Lycopodiales) – rząd roślin należący do klasy widłaków. W dominującym ujęciu systematycznym przedstawiany jest jako takson monotypowy z jedną rodzinę roślin współczesnych – widłakowatymi Lycopodiaceae, do której należy 16 rodzajów i ok. 388 gatunków. W niektórych (starszych) ujęciach rząd obejmuje wszystkie współczesne rodziny widłaków, tj. obok widłakowatych, także widliczkowate Selaginellaceae i poryblinowate Isoetaceae. W obrębie rzędu wyróżniana jest także rodzina Lycopodiopsidaceae, której wszyscy przedstawiciele (klasyfikowani do trzech rodzajów) są roślinami wymarłymi, znanymi tylko ze śladów kopalnych.

## Systematyka
Pozycja i podział w systemie PPG I (2016) i według Ruggiero i in. (2015)
Rząd w obrębie klasy Lycopodiopsida w gromadzie roślin naczyniowych Tracheophyta. Zajmuje pozycję siostrzaną względem grupy składającej się z rzędów widliczkowców Selaginellales i poryblinowców Isoetales.
- rodzina: widłakowate Lycopodiaceae P.Beauv. in Mirb., Hist. Nat. Veg. 4: 293. 1802